# Kristina Graovac
Kristina Graovac (* 14. August 1991 in Pirot, SFR Jugoslawien; geborene Kristina Georgijev) ist eine ehemalige serbische Handballspielerin, die dem Kader der serbischen Nationalmannschaft angehörte.

## Karriere

### Im Verein
Graovac lief bis zum Jahr 2009 für den ŽRK Cepelin aus Belgrad auf. Anschließend wechselte die Torhüterin zum ŽRK Medicinar Šabac. Nach einer Saison in Šabac streifte sie sich das Trikot von ŽRK Radnicki Kragujevac über, für den sie drei Jahre aktiv war. Daraufhin hütete Graovac das Tor von ŽORK Jagodina, mit dem sie im Jahr 2014 den serbischen Pokal gewann.
Graovac wechselte im Sommer 2015 zum türkischen Erstligisten Ardeşen GSK. Mit Ardeşen feierte sie 2016 den türkischen Pokalsieg. Im Sommer 2017 schloss sie sich dem rumänischen Erstligisten Rapid Bukarest an. Nach nur drei Spielen wurde der Spielervertrag auf ihrem Wunsch aufgelöst und sie kehrte im September 2017 nach Ardeşen zurück. Im Sommer 2018 wechselte Graovac zum Ligakonkurrenten Muratpaşa Belediyesi SK. Mit Muratpaşa errang sie ein Jahr später den türkischen Pokal. Zur Saison 2020/21 war ein Wechsel nach Dänemark geplant, jedoch platzte der Transfer aufgrund der COVID-19-Pandemie. Daraufhin unterschrieb sie einen Vertrag beim deutschen Bundesligisten Bayer 04 Leverkusen.
Graovac wechselte im Sommer 2022 zum ungarischen Erstligisten Kisvárdai KC. Nach der Saison 2022/23 beendete sie ihre Karriere.

### In der Nationalmannschaft
Graovac lief für die serbische Jugend- sowie für die Juniorinnennationalmannschaft auf. Mit diesen Auswahlmannschaften nahm sie an der U-17-Europameisterschaft 2007, an der U-18-Weltmeisterschaft 2008, an der U-19-Europameisterschaft 2009 und an der U-20-Weltmeisterschaft 2010 teil. Bei der U-18-Weltmeisterschaft 2008 gewann sie mit Serbien die Silbermedaille. Mittlerweile gehört sie dem Kader der serbischen A-Nationalmannschaft an. Graovac nahm an der Europameisterschaft 2022 teil, in deren Verlauf sie 29,4 % der gegnerischen Würfe parierte. Im April 2023 war sie letztmals für die Nationalmannschaft aktiv.

## Als Trainerin
Graovac übernahm nach ihrem Karriereende das Traineramt des serbischen Vereins ORK Dalmatinac.

## Sonstiges
Ihre Schwester Tamara Radojević spielte ebenfalls Handball.